# Nils R. Müller
Pour les articles homonymes, voir Müller.
Nils R. Müller, né le 17 janvier 1921 à Shanghai, mort le 6 mars 2007 à Oslo, est un réalisateur norvégien, également scénariste et producteur.

## Biographie
Il est boursier de l'UNESCO, et se rend en Grande-Bretagne pour effectuer un stage auprès de Carol Reed, puis tourne trois courts métrages en Norvège. il se consacre ensuite à des sujets romanesques. Son film Det store varpet a été présenté au Festival international du film de Moscou 1961. Il est récompensé par le Prix Amanda en 1996.

## Filmographie
- 1946 : Så møtes vi imorgen (en)
- 1951 : Vi gifter oss (en)
- 1952 : Vi vil skilles (en)
- 1953 : Skøytekongen (en)
- 1954 : Kasserer Jensen (en)
- 1956 : Kvinnens plass (en)
- 1960 : Det store varpet
- 1962 : Tonny (avec Per Gjersøe)
- 1963 : Elskere (en)
- 1966 : Broder Gabrielsen (en)
- 1968 : De ukjentes marked (en)
- 1975 : Min Marion (en)